# Copa Europea de l'EHF masculina
|  | Aquest article és sobre la competició masculina. Per a la competició femenina, vegeu Copa Europea de l'EHF femenina |

La Copa Europea de l'EHF (en anglès: EHF European Cup) és una competició esportiva de clubs d'handbol europeus, creada la temporada 1993-94. De caràcter anual, està organitzada per Federació Europea d'Handbol. És considerada la tercera competició europea a nivell de clubs, després de la Lliga de Campions de l'EHF i la Lliga Europea de l'EHF. Hi participen els equips millor classificats d'aquelles lligues nacionals que tenen un coeficient menor a nivell europeu. Es disputa en format d'eliminatòries a doble partit, arribant a la fase final de vuitens, quarts, semifinal i final. El torneig fou creat amb el nom de EHF City Cup i fou reanomenat com Copa Challenge de l'EHF el 2000. Des de la temporada 2020-21, rep el seu nom actual.

## Historial
| En negreta = Equip guanyador (1) = Nombre de campionats 1-1 = Marcador campió-subcampió (pro.) = Pròrroga (p.) = Penals (A.) = Regla dels gols en camp contrari Nota: Noms dels equips segons l'època |

| Edició                  | Temp.        | Campió                                                     | Resultat                                                   | Subcampió                                                  | Seu                                                        | refs         |
| EHF City Cup            | EHF City Cup | EHF City Cup                                               | EHF City Cup                                               | EHF City Cup                                               | EHF City Cup                                               | EHF City Cup |
| ----------------------- | ------------ | ---------------------------------------------------------- | ---------------------------------------------------------- | ---------------------------------------------------------- | ---------------------------------------------------------- | ------------ |
| I                       | 1993-94      | TuSEM Essen (1)                                            | 17-27 / 31-26                                              | HK Drott Halmstad                                          | Halmstad / Essen                                           |              |
| II                      | 1994-95      | TV Niederwürzbach (1)                                      | 29-26 / 32-26                                              | BM Gáldar                                                  | Gáldar / Niederwürzbach                                    | [ 2 ]        |
| III                     | 1995-96      | Drammen HK (1)                                             | 21-22 / 27-21                                              | SG VfL/BHW Hameln                                          | Hameln / Drammen                                           |              |
| IV                      | 1996-97      | TuS Nettelstedt (1)                                        | 32-19 / 23-27                                              | KIF Kolding                                                | Lübbecke / Kolding                                         |              |
| V                       | 1997-98      | TuS Nettelstedt (2)                                        | 22-24 / 25-23                                              | IFK Skövde HK                                              | Skövde / Lübbecke                                          |              |
| VI                      | 1998-99      | SG Flensburg-Handewitt (1)                                 | 27-27 / 21-26                                              | BM Ciudad Real                                             | Flensburg / Ciudad Real                                    |              |
| VII                     | 1999-00      | TV Großwallstadt (1)                                       | 30-23 / 27-32                                              | CBM Valladolid                                             | Elsenfeld / Valladolid                                     |              |
| Copa Challenge de l'EHF |              |                                                            |                                                            |                                                            |                                                            |              |
| I                       | 2000-01      | RK Jugović Kać (1)                                         | 27-27 / 26-22                                              | Pfadi Winterthur                                           | Winterthur / Kać                                           | [ 3 ]        |
| II                      | 2001-02      | Skjern Håndbold (1)                                        | 27-20 / 34-17                                              | Pelister Bitola                                            | Bitola / Herning                                           |              |
| III                     | 2002-03      | Skjern Håndbold (2)                                        | 30-27 / 35-25                                              | AS Filippos Verias                                         | Véria / Herning                                            |              |
| IV                      | 2003-04      | IFK Skövde HK (1)                                          | 21-20 / 27-24                                              | US Dunkerque HB                                            | Dunkerque / Skövde                                         | [ 4 ]        |
| V                       | 2004-05      | Wacker Thun (1)                                            | 29-24 / 26-29                                              | Académico Basket Clube                                     | Thun / Braga                                               |              |
| VI                      | 2005-06      | Steaua Bucarest (1)                                        | 26-21 / 34-27                                              | SC Horta                                                   | Horta / Bucarest                                           |              |
| VII                     | 2006-07      | UCM Sport Reșița (1)                                       | 26-26 / 36-36 (A.)                                         | Drammen HK                                                 | Turnu Severin / Drammen                                    | [ 5 ]        |
| VIII                    | 2007-08      | UCM Sport Reșița (2)                                       | 29-28 / 26-18                                              | HC Hard                                                    | Hard / Reșița                                              | [ 6 ]        |
| IX                      | 2008-09      | UCM Sport Reșița (3)                                       | 25-27 / 20-25                                              | CSU Suceava                                                | Reșița / Suceava                                           |              |
| X                       | 2009-10      | SC Portugal (1)                                            | 25-27 / 27-26                                              | MMTS Kwidzyn                                               | Kwidzyn / Lisboa                                           |              |
| XI                      | 2010-11      | RK Cimos Koper (1)                                         | 27-27 / 31-27                                              | Benfica                                                    | Lisboa / Koper                                             |              |
| XII                     | 2011-12      | AO Diomidis Argos (1)                                      | 26-23 / 22-20                                              | Wacker Thun                                                | Loutraki / Thun                                            |              |
| XIII                    | 2012-13      | SKA Minsk (1)                                              | 32-24 / 26-31                                              | HB Esch                                                    | Minsk / Luxemburg                                          |              |
| XIV                     | 2013-14      | IK Sävehof (1)                                             | 37-26                                                      | RK Metaloplastika Šabac                                    | Göteborg                                                   | [ 7 ]        |
| XV                      | 2014-15      | HC Odorheiu Secuiesc (1)                                   | 32-28 / 32-25                                              | Académico BC                                               | Braga / Odorheiu Secuiesc                                  |              |
| XVI                     | 2015-16      | Académico BC (1)                                           | 22-28 / 25-29                                              | Benfica                                                    | Lisboa / Braga                                             |              |
| XVII                    | 2016-17      | SC Portugal (2)                                            | 37-28 / 24-30                                              | AHC Potaissa Turda                                         | Almada / Cluj-Napoca                                       | [ 8 ]        |
| XVIII                   | 2017-18      | AHC Potaissa Turda (1)                                     | 33-22 / 27-26                                              | AEK Atenes                                                 | Cluj-Napoca / Marussi                                      |              |
| XIX                     | 2018-19      | CSM Bucarest (1)                                           | 22-22 / 26-20                                              | Madeira Andebol SC                                         | Madeira / Bucarest                                         |              |
| XX                      | 2019-20      | Edició cancel·lada pel risc públic de contagi del COVID-19 | Edició cancel·lada pel risc públic de contagi del COVID-19 | Edició cancel·lada pel risc públic de contagi del COVID-19 | Edició cancel·lada pel risc públic de contagi del COVID-19 |              |
| Copa Europea de l'EHF   |              |                                                            |                                                            |                                                            |                                                            |              |
| XXI                     | 2020-21      | AEK Atenes (1)                                             | 30-26 / 20-24                                              | Ystad IF                                                   | Calcis                                                     |              |
| XXII                    | 2021-22      | Nærbø IL (1)                                               | 29-29 / 27-26                                              | CS Minaur Baia Mare                                        |                                                            |              |
| XXIII                   | 2022-23      | RK Vojvodina (1)                                           | 30-23 / 23-25                                              | Nærbø IL                                                   | Novi Sad / Stavanger                                       |              |

1. ↑  El partit d'anada que s'havia de celebrar a Šabac fou cancel·lat per les inundicacions a Sèrbia. La final es disputà a un únic partit a Goteborg
2. ↑  Inicialment la final es programà a doble partit, disputant-se l'anada a Atenes i la tornada a Ystad. Degut als casos de COVID-19 de l'equip suec s'ajornà la competició i es jugà finalment a Calcis, Grècia, el 28 i 30 de maig de 2021.[9]